# Euphorbia rohlenae
Euphorbia rohlenae là một loài thực vật có hoa trong họ Đại kích. Loài này được Velen. mô tả khoa học đầu tiên năm 1911 publ. 1912.